# مفتاح عريقيب
مفتاح أحمد بن محمد بن عبد الله بن جامع ( 1905- 1987 ) سياسي ليبي و رئيس سابق لمجلس النواب الليبي (1960 – 1969 م) في عهد المملكة الليبية.

## السيرة
مواليد مدينة صرمان سنة 1324 هجرية الموافق 1905م، تلقى تعليمه الأولي من المشايخ، حيث أتقن فنون القراءة والكتابة وحفظ القرآن الكريم. بعد ذلك، استمر في مسيرته التعليمية ودراسته في في المدارس التركية والإيطالية. انخرط في مجال التجارة، وسرعان ما نجح في بناء سمعته كتاجر بارع. تطورت مكانته حتى أصبح واحدًا من أبرز رجال الأعمال في مدينة صرمان، كما تمتع باحترام وتقدير الأهالي وأصبح من أعيان المنطقة. انتخب نائبًا عن مدينة صرمان في أول انتخابات برلمانية في ليبيا ثم انتخب رئيسًا لمجلس النواب الليبي لفترة عشر سنوات وتعد هذه الفترة هي الأطول في تاريخ ليبيا السياسي منذ الاستقلال في سنة 1951م. كان ضمن الوفد الليبي الذي قام بعقد الاتفاقية التجارية الليبية المصرية سنة 1952
ساهم في تأسيس جمعية الهلال الأحمر الليبي مع 29 شخصيّة والتّي صدر مرسوم ملكي بتأسيسها بتاريخ 15 أكتوبر 1957م، انتخب عضوًا في مجلس النواب الليبي عن دائرة صرمان وترأس مجلس النواب الليبي في الفترة (15 فبراير 1960 - سبتمبر 1964) ثم (نوفمبر 1965 - سبتمبر 1969)، تولى عريقيب قيادة وفد من البرلمان الليبي في أعمال الاتحاد البرلماني الدولي، المنعقد في الأسبوع الأخير من شهر أبريل (نيسان) عام 1962 في روما. وكان عريقيب جزءًا من وفد ليبيا في مؤتمر القمة العربية المنعقد بالقاهرة في في الفترة ما بين 13 - 17 يناير 1964. عينه الملك إدريس السنوسي عضوا في مجلسه الاستشاري بقرار ملكي تاريخ 15 أبريل 1966، والذي يتألف من أربع شخصيات بارزة وهي: الشيخ عبد الحميد العبار، رئيس مجلس الشيوخ، ومفتاح عريقيب ومفتي ليبيا ومدير الجامعة الإسلامية، وقد كان هذا المجلس يهدف إلى تقديم المشورة والتوجيه للملك في القرارات والمسائل ذات الأهمية، ويمثل تشكيلة من الشخصيات المؤثرة في مختلف مجالات الحياة الليبية.
عندما عاد إلى ليبيا بعد انقلاب القذافي عام 1969، احتجز في المطار واعتقل في سجن الحصان الأسود ووضع في «قسم سياسيي العهد السابق وقضى هناك ثلاث سنوات دون تهمة أو محاكمة». وشمله قرار العزل السّياسي الذي أصدره الإنقلابيون في 8 يوليو/ تموز 1971م.

## المناصب
- مدير تحصيل الضرائب في مدينة صرمان (1926 – 1933 م)
- عضو المجلس البلدي طرابلس (1937 – 1943 م)
- كاتب أشغال بلدة صرمان (1943 – 1948 م)
- مستشار بالمحكمة الأهلية (1947 – 1951 م)
- وزير الاقتصاد الوطني في التعديل الأول لحكومة مصطفى بن حليم سنة 1956، شارك في إصدار قانون العلامات التجارية الليبي الصادر بتاريخ 4 محرم 1376 هجرية الموافق 11 أغسطس 1956 ميلادية
- وزير الدولة للشؤون البرلمانية سنة 1957 في حكومة عبد المجيد كعبار

- وزارة المواصلات في التعديل الأول لحكومة عبد المجيد كعبار من 11 أكتوبر سنة 1958 حتى 15 نوفمبر 1958
- رئيس مجلس النواب الليبي (1960 – 1969 م)

## الأوسمة التي تقلدها
- وسام الاستقلال، منحه الرئيس الحبيب بورقيبة سنة 1957
- وسام الاستقلال، منحه الملك إدريس السنوسي سنة 1958
- وسام الكوكب الأردني، منحه الملك الحسين بن طلال سنة 1966
- وسام النهضة من الدرجة الأولى، منحه الملك الحسين بن طلال سنة 1967

## أسرته
له عدد أربع من الأبناء هم: عبدالحميد، وفيصل، وعائشة، وفجرة.
حفيدته ه فريدة العلاقي السياسية وسفيرة ليبيا في الاتحاد الأوروبي وكانت مرشحة لوزارة الخارجية في حكومة الثني.

## وفاته
توفي في 3 سبتمبر 1987 ميلادي و دفن في مدينة صرمان